# Май, Бронислав
Брони́слав Май (пол. Bronisław Maj; род. 19 ноября 1953, Лодзь) — польский поэт.

## Биография
Окончил филологический факультет Ягеллонского университета. Доктор гуманитарных наук. Работает в Институте польской филологии того же университета.

## Творчество
Автор стихов, статей и заметок о литературной и художественной жизни Польши. Написал монографию о Тадеуше Гайцы (1992). Метафизическая лирика Бронислава Мая не делает его, в строгом смысле слова, религиозным или католическим поэтом, хотя он постоянно обращается к вопросам и образам религиозного плана.

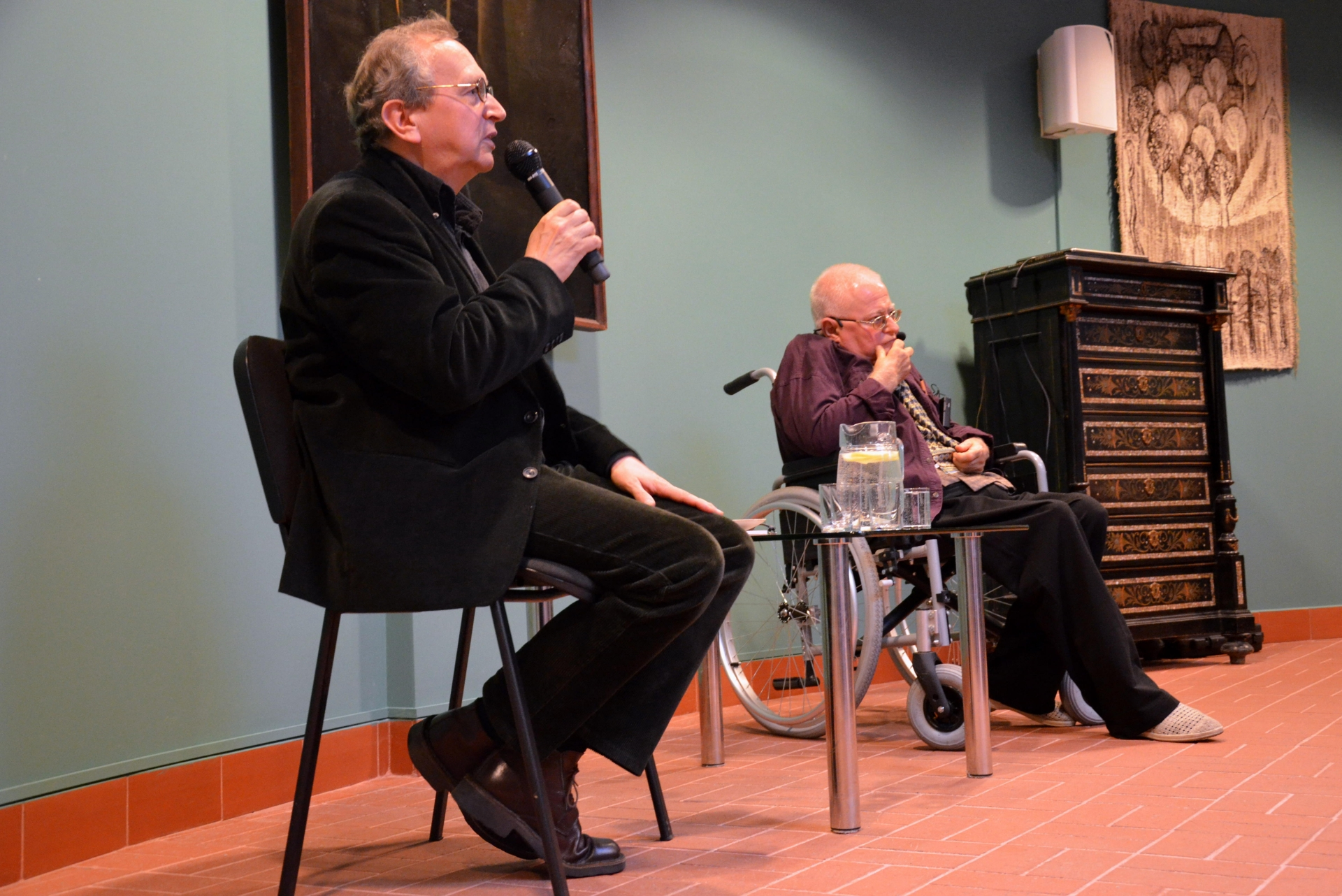
Май и Шубер (2014)

## Книги стихов
- Wiersze.Warszawa: NOWA, 1980
- Taka wolność. Wiersze z lat 1971—1975. Warszawa: MAW, 1981
- Album rodzinny. Kraków: Oficyna Literacka, 1986
- Zagłada świętego miasta. Londyn: Puls, 1986
- Zmęczenie. Kraków: Znak, 1986
- Światło. Kraków: Znak, 1994
- Elegie, treny, sny. Kraków: Znak, 2003
- Gołębia, Krupnicza, Bracka. Kraków: Śródmiejski Ośrodek Kultury, 2007

## Публикации на русском языке
- Стихи/ Пер. Вл. Британишского// Польские поэты XX века. Антология. Том 2. СПб.: Алетейя, 2000, c. 486—490
- Стихи в переводе Елены Сударевой
- [www.stihi.ru/2010/12/20/8819 Стихи в переводе Льва Бондаревского]

## Признание
Лауреат ряда премий, в том числе — премии Фонда Косцельских (1984). Книги стихов Б.Мая опубликованы на английском и словацком языках.